# Планер, Дмитрий Иванович
Дмитрий Иванович Планер (1820 — 7 июня 1882) — русский горный инженер, историк горного дела в России, научный писатель.

## Биография
Окончив курс в Институте Корпуса горных инженеров в 1841 году подпоручиком, до 1865 года служил на Урале, будучи в 1859—1863 годах в чинах капитана и подполковника, управляющим Юговским заводом (Пермской губернии), а затем — Мотовилихинским и Сысертским. В 1865 году был назначен временным директором Санкт-Петербургской физической обсерватории, принадлежавшей тогда Горному ведомству, в следующем году получил место библиотекаря Горного института, состоял на этой должности до 1876 года, после чего вышел в отставку в чине статского советника. Кроме должности библиотекаря, занимал некоторое время место секретаря Совета горного института. С 1868 года. состоял членом-учредителем Санкт-Петербургского общества естествоиспытателей по отделению геологии и минералогии.

## Деятельность
Написал целый ряд трудов по горному делу, минералогии и истории горного дела на Урале. Некоторые работы его авторства: «О мерах предосторожности, которые принимаемы были Пермскими заводами во время Пугачевского бунта, в 1774 году» — в «Пермском Сборнике», 1859 год, книга I, отдел I, страницы 88—112; «Историко-статистическое описание округа Пермских казённых медеплавильных заводов», там же, 1859 год, книга I, отдел III, страницы 3—34; 3) «О частном рудном промысле на Пермских заводах» — в «Горном Журнале», 1863 год, часть IV, № 10, страницы 73—121; 4) «Сборник вновь открытых и вновь исследованных в новейшее время минералов», выпуски 1, 2 и 3, Санкт-Петербург. 1867—1869—1872 годы; 5) «Указатель статей „Горного журнала“ с 1860 по 1869 год включительно», Санкт-Петербург, 1871; «Geognostische-paleontologische Bemerkungen über die Halbinsel Mangischlak und die Aleutische, 1871» — в «Горном Журнале», 1872 год, № 5 и 6, страницы 441—449; 7) «Список лицам, окончившим курс образования в Горном институте с 1823 по 1873 год включительно», напечатан в приложении к книге А. М. Лоранского: «Исторический очерк Горного института», Санкт-Петербург, 1873, страницы 167—203 (вышел также отдельным изданием). Кроме перечисленных, работы Планера помещались в «Пермских Губернских Ведомостях» за 1860 и 1861 год (например, «Огнепостоянный кирпич, употребляемый при медном производстве на Пермских заводах» — 1861 год, № 11, также издан отдельно), в «Пермском Сборнике» за 1860 год и в «Горном Журнале» за многие годы. Два его труда остались в рукописях: «Топографическая минералогия России» 1868 года, хранившийся в Императорском Санкт-Петербургском минералогическом обществе, и «О разработке пермских медистых песчаников» 1855 года, хранился в Геологическом комитете.